# Arthur Henry Mann
Arthur Henry Mann (Norwich, 16 de maig de 1850 - Cambridge, 19 de novembre de 1929) fou organista i compositor anglès. Es va distingir com a organista, compositor i director de masses corals. Les seves composicions més importants inclouen l'oratori Eccehomo i un Te Deum.